# Michel (calciatore 2003)
Michel Augusto Modesto Rafael dos Santos (Avaré, 20 maggio 2003) è un calciatore brasiliano, difensore del Moreirense in prestito dal Palmeiras.

## Carriera

### Club
Cresciuto nel settore giovanile del Palmeiras, ha debuttato in prima squadra il 9 maggio 2021 nell'incontro di campionato Paulista vinto 3-0 contro il Ponte Preta; nel prosieguo della stagione gioca inoltre anche 3 partite nella prima divisione brasiliana ed una partita in Coppa del Brasile.
Rimasto nella formazione giovanile nelle successive stagioni, il 31 gennaio 2025 è stato ceduto in prestito alla Moreirense, club della prima divisione portoghese.

### Nazionale
Ha giocato con la nazionale giovanile brasiliana Under-23, con cui ha vinto i Giochi Panamericani.

## Statistiche

### Presenze e reti nei club
Statistiche aggiornate al 11 maggio 2025.
| Stagione        | Squadra         | Campionato      | Campionato | Campionato | Coppe nazionali | Coppe nazionali | Coppe nazionali | Coppe continentali | Coppe continentali | Coppe continentali | Altre coppe | Altre coppe | Altre coppe | Totale | Totale | Totale |
| Stagione        | Squadra         | Comp            | Pres       | Reti       | Comp            | Pres            | Reti            | Comp               | Pres               | Reti               | Comp        | Pres        | Reti        | Pres   | Reti   |        |
| --------------- | --------------- | --------------- | ---------- | ---------- | --------------- | --------------- | --------------- | ------------------ | ------------------ | ------------------ | ----------- | ----------- | ----------- | ------ | ------ | ------ |
| 2021            | Palmeiras       | A1/SP+A         | 1+3        | 0          | CB              | 1               | 0               | CL                 | 0                  | 0                  | -           | -           | -           | 5      | 0      |        |
| 2024-2025       | Moreirense      | PL              | 4          | 0          | CP+CdL          | 0               | 0               | -                  | -                  | -                  | -           | -           | -           | 4      | 0      |        |
| Totale carriera | Totale carriera | Totale carriera | 8          | 0          |                 | 1               | 0               |                    | -                  | -                  |             | -           | -           | 9      | 0      |        |